# World Rally
World Rally es un videojuego de carreras arcade de 1993 desarrollado por Zigurat Software y publicado por Gaelco en España, Sigma en Japón y Atari Games en América del Norte. Con el tema de rally, el juego enfrenta a los jugadores con carreras en varios lugares en un límite de tiempo corto para calificar para el próximo curso.
World Rally fue desarrollado a lo largo de dos años por la mayor parte del mismo equipo de trabajos anteriores de Zigurat Software como Carlos Sainz: Campeonato del Mundo de Rallies, inicialmente destinado a ser un juego de carreras sobre el Worl Rally Championship con el piloto de rally español Carlos Sainz antes de que cambiara de equipo de Toyota a Lancia, lo que provocó que el personal eliminara la imagen de Sainz del proyecto antes del lanzamiento. El título resultó ser un éxito para Gaelco, logrando vender 23,000 unidades recreativas en Europa y ganando un premio de la revista Gamest. En 1995, Gaelco lanzó una secuela titulada World Rally 2: Twin Racing, pero obtuvo menos éxito que su predecesor.

## Jugabilidad
World Rally es un juego de carreras de rally que recuerda a Thrash Rally y Carlos Sainz: Campeonato del Mundo de Rallies, donde los jugadores observan desde arriba y compiten en varios países participando en una sola carrera con un límite de tiempo de sesenta segundos. Cada ubicación, compuesta de tres etapas cada una, tiene sus propias condiciones climáticas y peligros que cambian la forma en que se controla el automóvil a través de la pista, así como atajos para ganar tiempo. Aparece un indicador de dirección durante el juego, lo que permite a los jugadores saber sobre un turno entrante. Los jugadores avanzan al siguiente curso al completar la carrera en menos de sesenta segundos, pero si no lo hacen, aparece una pantalla game over a menos que los jugadores inserten más créditos en la máquina recreativa para continuar jugando.

## Desarrollo
World Rally fue creado por la mayor parte del mismo equipo que trabajó en proyectos anteriores en Zigurat Software como Carlos Sainz: Campeonato del Mundo de Rallies, con miembros del equipo de creación relatando el proceso de desarrollo y la historia del proyecto a través de múltiples  publicaciones. Zigurat fue contactado por Gaelco después del lanzamiento de Carlos Sainz para que las microcomputadoras funcionaran en un juego de arcade. Jorge Granados afirmó que el equipo quería hacer un juego de carreras sobre Carlos Sainz y el Campeonato Mundial de Rally. Optaron por una perspectiva isométrica gráficos isométricos en videojuegos y pixel art, su primer intento de este estilo gráfico.  Fernando Rada, del equipo, dijo que codificar la perspectiva fue un gran desafío, aunque se simplificó gracias a la nueva tecnología con la que estaba trabajando el equipo.  Anteriormente habían codificado solo para el procesador 8 bits Z80, pero cambiaron al 16 bits   68000 para World Rally, programando el juego en ensamblador.  Rada dijo que la nueva configuración era "mucho más fácil" para trabajar.
Cerca del final del desarrollo, cuando el "World Rally" estaba listo para las pruebas, Sainz cambió de equipo de Toyota a Lancia. Granados dijo más tarde que el juego había estado en producción durante casi dos años y que la tarea técnica de cambiar sus activos para adaptarse a la nueva marca habría sido una "locura". Como resultado, Zigurat optó por sacar a Sainz del juego.  Granados dijo después: "Lo que hicimos fue dejar todo igual, y en la portada donde aparecía Carlos Sainz, plantamos un casco gigante". El coche, que era un Toyota Celica GT-Four, era un modelo a escala creado y pintado por el equipo antes de ser digitalizado en el juego, usando fotografía 360.

## Lanzamiento
World Rally fue lanzado por primera vez en España y Japón por Gaelco y Sigma en julio de 1993, antes de ser lanzado en Norteamérica como un kit por Atari Games en agosto del mismo año. Antes de su lanzamiento, se probó por primera vez en el barrio de Sants de Barcelona. El juego se distribuyó en dos variaciones;  una variante estándar vertical y una variante deluxe. En una entrevista de 1995 con la revista española Hobby Hi-Tech, Jorge Granados afirmó que Zigurat Software estaba en conversaciones con Sony sobre una posible conversión del título para PlayStation, sin embargo, esta versión nunca se lanzó. Se hizo notable en los últimos años debido a que era extremadamente difícil jugar en emuladores como MAME, ya que el hardware arcade implementó un sistema avanzado de antipiratería hasta  El cofundador de Gaelco, Javier Valero, proporcionó claves sin cifrar para la PCB en 2008 en una conferencia de juegos en España, lo que permitió emularla y jugarla. Más tarde, Gaelco hizo que su imagen ROM estuviera disponible como freeware. Se planea incluir World Rally como parte de la compilación Gaelco Arcade 1 para Evercade, marcando su primer debut en consola.

## Recepción y legado
Mientras que los títulos anteriores de Gaelco Big Karnak y Thunder Hoop habían tenido éxito comercial, los investigadores Manuel Garin y Víctor Manuel Martínez citaron World Rally como el título revolucionario del estudio en toda Europa, donde  alcanzado el "éxito de masas". El juego vendió alrededor de 23,000 unidades en Europa y, según Jorge Granados, logró una respuesta similar en todo el mundo. Siguió siendo el mayor éxito de Zigurat en 2014. Resumiendo la actuación de World Rally, Granados comentó: "No te diré que nos hicimos ricos, pero ganamos dinero".
La revista italiana Computer+Videogiochi elogió sus imágenes. Electronic Gaming Monthly consideró el juego como "carreras de resistencia en su máxima expresión". En Japón, Game Machine incluyó el título en su edición del 15 de septiembre de 1993 como el duodécimo juego de arcade más popular en ese momento. RePlay también informó que el título era el tercer juego de arcade más popular en ese momento. Play Meter también lo incluyó como el cuarenta y ocho juego de arcade más popular en ese momento. La revista francesa Consoles + consideró positivamente la jugabilidad como "ejemplar". La publicación francesa Joypad también le dio una perspectiva positiva. Gamest le otorgó en 1994 con el premio 75.º "Annual Hit Game". En los últimos años, se ha jugado en torneos en festivales dedicados al juego en España y desde entonces ha ganado un seguimiento de culto.
Una secuela titulada World Rally 2: Twin Racing fue lanzada en 1995 por Gaelco, pero resultó menos popular que World Rally. El diseñador de Santa Ragione, Pietro Righi Riva, declaró que World Rally sirvió de inspiración para el título de 2016 Wheels of Aurelia.